# Liar
"Liar" je pjesma britanskog rock sastava Queen s njihovog debitantskog albuma Queen iz 1973. godine koju je napisao pjevač Freddie Mercury i drugi singl sastava koji je u znatno skraćenoj formi objavljen 14. veljače 1974. godine za američko tržište. Na "B" strani nalazi se pjesma "Doing All Right" koju su za sastav "Smile" napisali Brian May i Tim Staffel.
 Mercury je pjesmu napisao 1970. godine, prije nego što se sastavu pridružio basist John Deacon i uz "Keep Yourself Alive" je najpoznatija skladba s njihovog prvog albuma koja je postala koncertni standard i jedan od najimpresivnijih trenutaka njihovih nastupa. Uživo je obično trajala preko osam minuta i redovito su je izvodili kao zadnju pjesmu prije izlaska na bis tijekom sedamdesetih. Skladba je ogledni primjer ranog Queenovog zvuka i smatra se jednom od najboljih pjesama iz njihovih ranih dana. Glazbeno, pjesma je heavy metal broj s progresivnom rock strukturom, a znamenitosti pjesme uključuju gitarski riff na tragu Jimija Hendrixa, bubnjarski intro solo i solo dionica na bas-gitari prije furioznog kraja. Pjesma je također jedna od malobrojnih u opusu Queena na kojoj su svirane Hammond organ klavijature.  
 Stihovi pjesme su nadahnuti kratkom pričom iz germanske mitologije i osobnog života autora koji su vješto tematski ukomponirani u istu priču. "Liar" je jedna od rijetkih pjesama na kojoj je basist John Deacon prilikom izvođenja uživo pjevao prateći vokal i to u onom dijelu pjesme gdje svi članovi sastava ponavljaju "All day long". Krajem sedamdesetih je otpala s repertoara njihovih koncerata zajedno s drugim pjesmama s njihova prva dva albuma, a ponovno je uvrštena sredinom osamdesetih u skraćenoj verziji kao dio medleya starih hitova sastava. Na zadnjoj turneji Queena "The Magic Tour" 1986. godine sviran je samo gitarski riff pjesme kao uvod u "Tear It Up". Promotivni video za pjesmu je snimljen tijekom probe sastava u "De Lane Lea" studiju i nalazi se na njihovoj dvd kompilaciji Greatest Video Hits 1.

## Vanjske poveznice
- Tekst pjesme "Liar"  Arhivirana inačica izvorne stranice od 20. prosinca 2008. (Wayback Machine)